# Dieter M. Weidenbach
Dieter Morales Weidenbach (* 22. Oktober 1945  in Stendal) ist ein deutscher Maler und Grafiker.

## Leben
Dieter M. Weidenbach wuchs in den ersten Jahren seines Lebens am Rande der vom Krieg verschont gebliebenen Stadt Stendal auf. 1951 wurde sein Vater aus der Kriegsgefangenschaft entlassen, und die Familie kehrte in die angestammte Heimat Weißenfels zurück. Ein Jahr später starb sein Vater. Als Schüler war Weidenbach Leistungssportler, musste diese Karriere aber auf Grund eines Sportgeräteunfalls aufgeben. Er lenkte sein Interesse seitdem vor allem auf die Kunst.
Weidenbach besuchte die Erweiterte Oberschule, legte 1964 sein Abitur ab und begann ein Studium der Geschichte und Kunstgeschichte an der Karl-Marx-Universität Leipzig. 1966 wurde er dort exmatrikuliert, arbeitete den Sommer über als Hilfsarbeiter. Von 1966 bis 1971 studierte er bei Fritz Fröhlich, Hans Mayer-Foreyt, Harry Blume und Rolf Kuhrt Grafik, Malerei und Buchillustration an der Hochschule für Grafik und Buchkunst Leipzig. Das Wintersemester 1968/1969 verbrachte er als Teilnehmer eines Studienaustauschprogrammes am Polygraphischen Institut in Moskau. Nach der Geburt der gemeinsamen Tochter Claudia (* 1969) heiratete er 1970 die Malerin Helga Melges. 1971 beendete er sein Studium mit dem Diplom als Maler und Grafiker und betätigte sich fortan als freischaffender Künstler in Weißenfels. Er war Mitglied des Verbands Bildender Künstler der DDR.
Ein erster Höhepunkt seiner Reisen war eine Studienreise nach Ägypten im Jahre 1974. Willi Sitte, Professor an der Burg Giebichenstein Hochschule für Kunst und Design Halle, nahm Weidenbach 1977 als Meisterschüler auf. 1979 folgte eine Studienreise nach Frankreich.
1980 kehrte seine Ehefrau, die Malerin und Grafikerin Helga (Künstlername Helga Ginevra) von einer Reise nach Österreich nicht in die DDR zurück. In den Jahren 1980–1982 hatte Weidenbach einen Lehrauftrag an der Hochschule Burg Giebichenstein in Halle inne. Nach Beendigung dieser Lehrtätigkeit wählte Weidenbach Weimar als neue Wirkungsstätte und zog mit seiner Tochter nach Thüringen. Drei Jahre später wurde sein Antrag zur ständigen Ausreise aus der DDR bewilligt, so dass Weidenbach 1985 die DDR verließ und mit Tochter Claudia nach West-Berlin an die unmittelbare innerdeutsche Grenze zog. Nunmehr in der Lage ohne Beschränkungen Reisen zu können, verbrachte Weidenbach 1986 längere Zeit in Italien und 1988 in Südfrankreich.
Nach der deutschen Wiedervereinigung zog Weidenbach 1993 zurück nach Weimar, wo er heute noch lebt. Im Jahr 2000 erhielt er einen Lehrauftrag an der Fachhochschule Erfurt, 2001 wurde seine zweite Tochter Agnes Sophie Paola geboren.

## Künstlerisches Schaffen

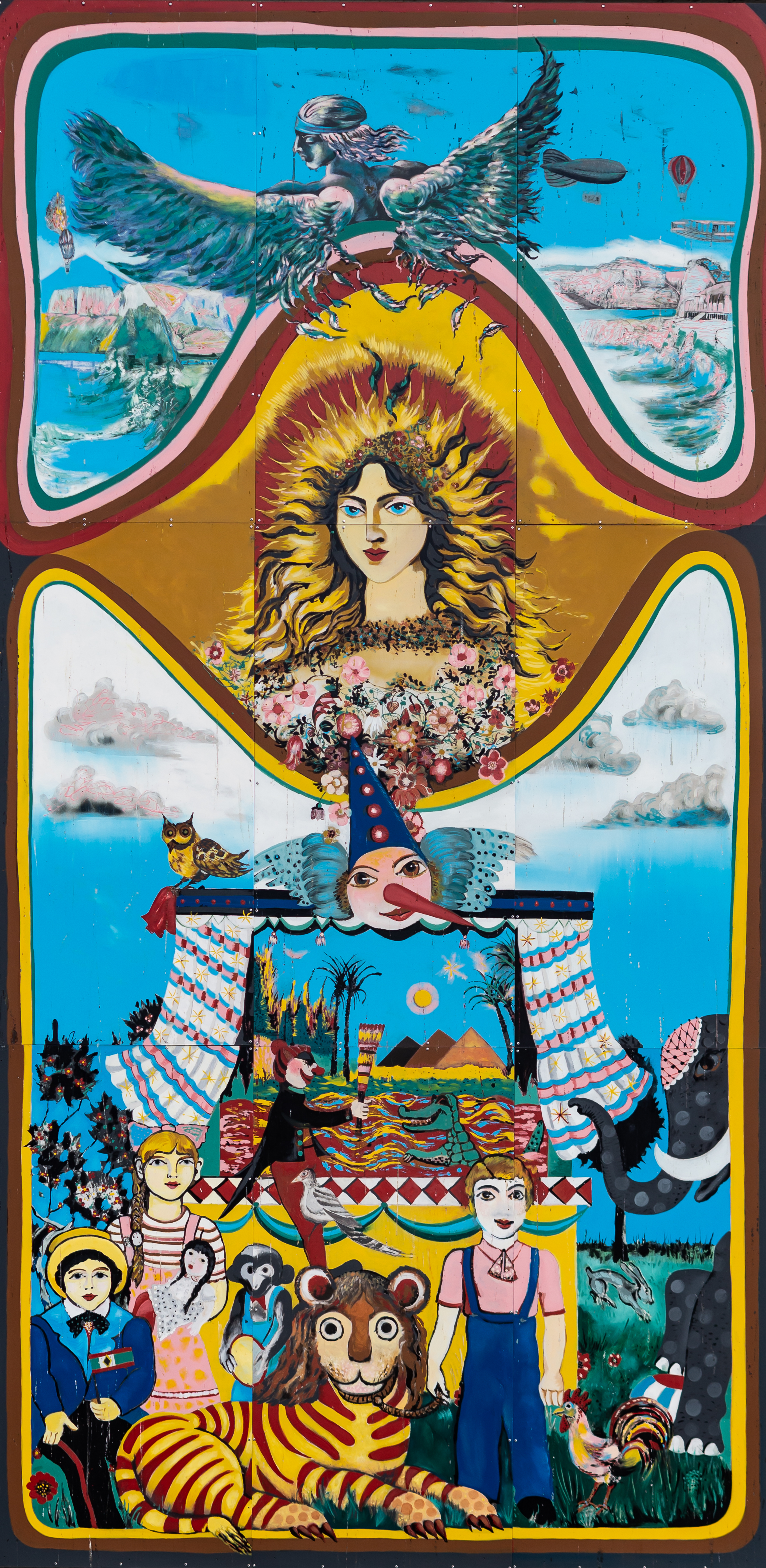
Wandbild „Kinderfreuden“ in Weißenfels
(entstanden 1974)

Seine erste Ausstellung fand 1966 im Kulturbund Weißenfels statt und brachte Weidenbach Beachtung ein. Er zog jedoch nicht nur von Wohlwollen begleitete Aufmerksamkeit auf sich, sondern auch das Interesse der Staatssicherheit der DDR. So fertigte ein ihn behandelnder Arzt im Mai 1980 ein umfangreiches Protokoll als IM der Staatssicherheit über seine Besuche bei und Gespräche mit Weidenbach an, in dem er detailliert die Bilder und Befürchtungen Weidenbachs beschrieb.
Dabei wurde das Bild ritterliche Lust aus der Radierfolge 10 Ritterliche Gesänge wie folgt beschrieben:
„… ein im Stechschritt, nackend, paradierender General, alt faltig, dargestellt, etwas dümmlich, errigiertem Penis und offensichtlicher Freude an der Zurschaustellung seiner Macht …“
Das 1976 entstandenen Gemälde Unterwegs beschreibt den Weg des Malers vom Dorf zur Stadt. Er wirft dabei den Blick zurück auf das Dorf, in welchem ein ins Groteske überzeichneter Jahrmarkt sowie ein Hochzeitsfest stattfinden. Die Gestalt des dahinhastenden Malers scheint von Hieronymus Bosch beeinflusst zu sein. Das Gemälde wurde 1978 von den Staatlichen Kunstsammlungen Dresden für die Galerie Neue Meister aufgekauft.
Weidenbachs Werke stellen zu einem großen Teil Akte und Landschaftsbilder dar, vielfach verarbeitete der Maler jedoch auch seinen eigenen Lebensweg sowie die Wendezeit der in Auflösung begriffenen DDR. 1998/1999 wurden einige dieser Werke unter dem Titel Wende – Reflexionen in der Kunststation Kleinsassen ausgestellt. Generell zeichnen die Werke Weidenbachs ein breites Spektrum aus, als Ausdruck dessen, dass sich der Künstler nicht einengen ließ und seine Ruhelosigkeit und Gedankenweite zum Ausdruck bringt.
Neben zahlreichen Ausstellungen in Weimar waren die Arbeiten des Künstlers bisher mehrfach in Ausstellungen in Weißenfels sowie unter anderem in Berlin, Köln, Aachen, Dresden sowie im Saarland zu sehen. In der DDR war Weidenbach an mehreren zentralen und wichtigen regionalen Ausstellungen beteiligt, u. a. 1982/1983 an der IX. Kunstausstellung der DDR in Dresden.

## Weitere öffentliche Sammlungen mit Werken Weidenbachs (unvollständig)
- Bad Frankenhausen, Regionalmuseum
- Dresden: Kupferstichkabinett[6]
- Weimar: Stadtmuseum Weimar
- Weißenfels, Museum Weißenfels[7]

## Weitere Werke (Auswahl)

### Druckgrafik (Auswahl)
- Guss in der Kupferhütte (1976, Lithografie, 31 × 39,7 cm)[8]

- Selbstbildnis als Student (1965, Holzschnitt)

### Schallplattenhülle (Auswahl)
- 1983: Hans Christian Andersen: Die Schneekönigin – Regie: Rainer Schwarz (Kinderhörspiel – Litera)